# Carrières d'Ottrott-Saint-Nabor
Les carrières d'Ottrott-Saint-Nabor sont des carrières situées dans le département du Bas-Rhin et dans la région Grand Est. 

## Situation
Les carrières se situent au pied du mont Sainte-Odile, à la limite de deux communes du Bas-Rhin : Ottrott et Saint-Nabor.

## Histoire
Au XVIIe siècle il existe dans la localité de Saint-Nabor des carrières de roches pyroclastites (porphyre) particulièrement dures, utilisées pour la construction des routes et à partir du XIXe siècle des voies ferrées.
Jusqu'en 1902, des entrepreneurs locaux exploitaient manuellement 4 petites carrières.
L’administration autorisa la société privée allemande Vering et Waechter à exploiter les carrières et d’établir une voie ferrée entre Saint-Nabor et Rosheim.
Cette voie ferrée et de nouvelles installations ont permis à cette activité de se développer rapidement. Après la guerre de 1914-1918, ces carrières sont passées sous la direction de l’État français. En 1931, le statut de ces carrières change et devient une société anonyme avec le département du Bas-Rhin, les communes de Saint-Nabor et Ottrott, et la Société des tramways Strasbourgeois comme actionnaires.
Leur exploitation a cessé en 2002. À partir de 2009 débutent des travaux de sécurisation du site, consistant en la réalisation de gradins.